# Stanisław Piotr Koczorowski
Stanisław Piotr Koczorowski (ur. 29 czerwca 1888 w Warszawie, zm. 30 listopada 1958 w Kielcach) – polski bibliotekarz, bibliograf i bibliofil.

## Życiorys
Urodził się w rodzinie Stanisława Edwarda (1861–1929) i Zofii z Węcewiczów (1866–1936). Uczestniczył w strajku szkolnym w 1905. Ukończył gimnazjum gen. P. Chrzanowskiego. Studiował na Uniwersytecie Lwowskim, a następnie na Uniwersytecie Jagiellońskim. Naukę kontynuował w Paryżu, w 1914 na Sorbonie uzyskał dyplom z zakresu literatury francuskiej („diplome d’etudes universitaires”). W latach 1919–1920 pracował jako referent archiwum okupacyjnego w Głównym Urzędzie Likwidacyjnym. Od 1920, z ramienia Polskiej Akademii Umiejętności, pełnił funkcję bibliotekarza, a od 1927 kustosza w Bibliotece Polskiej w Paryżu. Był również współzałożycielem i prezesem w latach 1924–1930 Polskiego Towarzystwa Przyjaciół Książki w Paryżu. W 1931 powrócił do Warszawy, otrzymał etat kierownika Biura Międzynarodowej Wymiany Wydawnictw w Bibliotece Narodowej, od 1939 był kustoszem w Dziale Wydawnictw Nowszych. Był autorem publikacji dotyczących czytelnictwa, biografii polskich pisarzy i poetów i recenzentem książek.
Był mężem Janiny z Kurkiewiczów, ojcem Stanisława Jana (1918–1940).
Zmarł w Kielcach, pochowany na cmentarzu Powązkowskim w Warszawie (kwatera PPRK-1-146).

## Ordery i odznaczenia
- Krzyż Kawalerski Orderu Odrodzenia Polski (11 lipca 1955)[2][3]

- Złoty Krzyż Zasługi[4]
- Medal 10-lecia Polski Ludowej (19 stycznia 1955)[5]